# Selección de hockey sobre hielo de Letonia
La selección de hockey sobre hielo de Letonia, es el equipo masculino de hockey sobre hielo representativo de Letonia. Es controlada por la Federación de hockey sobre hielo de Letonia.

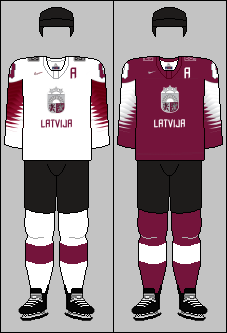
Uniformes de Eslovaquia en los Juegos Olímpicos de 2018.

## Participaciones internacionales

### Juegos Olímpicos
| Año                             | Resultado                   | Resultado                   | Resultado                   | Resultado                   |
| ------------------------------- | --------------------------- | --------------------------- | --------------------------- | --------------------------- |
| Amberes 1920 a Lake Placid 1932 | No participó                | No participó                | No participó                | No participó                |
| Garmisch-Partenkirchen 1936     | 13° lugar                   | 13° lugar                   | 13° lugar                   | 13° lugar                   |
| Sankt Moritz 1948               | Sin participación           | Sin participación           | Sin participación           | Sin participación           |
| Oslo 1952 a Calgary 1988        | Parte de la Unión Soviética | Parte de la Unión Soviética | Parte de la Unión Soviética | Parte de la Unión Soviética |
| Albertville 1992                | Sin participación           | Sin participación           | Sin participación           | Sin participación           |
| Lillehammer 1994                | No clasificó                | No clasificó                | No clasificó                | No clasificó                |
| Nagano 1998                     | No clasificó                | No clasificó                | No clasificó                | No clasificó                |
| Salt Lake City 2002             | 9° lugar                    | 9° lugar                    | 9° lugar                    | 9° lugar                    |
| Turín 2006                      | 12° lugar                   | 12° lugar                   | 12° lugar                   | 12° lugar                   |
| Vancouver 2010                  | 12° lugar                   | 12° lugar                   | 12° lugar                   | 12° lugar                   |
| Sochi 2014                      | 8° lugar                    | 8° lugar                    | 8° lugar                    | 8° lugar                    |
| Pyeongchang 2018                | No clasificó                | No clasificó                | No clasificó                | No clasificó                |
| Pekín 2022                      | 11° lugar                   | 11° lugar                   | 11° lugar                   | 11° lugar                   |
| Totales                         |                             |                             |                             |                             |
| Participaciones                 | Oro                         | Plata                       | Bronce                      | Total                       |
| 6                               | 0                           | 0                           | 0                           | 0                           |